# Alain Teixidor
Alain Teixidor (Perpignano, 28 marzo 1952) è un ex rugbista a 15 e allenatore di rugby a 15 francese, attivo come centro ed una volta terminata la carriera da giocatore è diventato allenatore in Francia e in Italia vincendo lo scudetto 2000-01 con Benetton.

## Biografia
Originario di Perpignano, proprio nella città pirenaica iniziò la carriera continuando poi, sempre nei Pirenei Orientali, con Rivesaltes e Thuir.
Terminata la carriera da giocatore, nel 1995 entrò a far parte dell'organico tecnico del Perpignano, dal 1996 al 1999 in coppia con Alain Hyardet, riuscì a riportare i catalani in finale a ventun'anni dall'ultima.
Nel 2000 si trasferì in Italia per sedersi sulla panchina del Benetton e al primo anno nella Marca conquistò il titolo nazionale. Fece ritorno in Francia, questa volta al Narbonne ma a gennaio 2004 rassegnò le dimissioni.
In seguito alle dimissioni di Aubin Hueber, nel gennaio 2006 firmò un contratto fino alla fine della stagione con Tolone ma ad ottobre venne licenziato dal presidente Mourad Boudjellal. Nel 2008-09 tornò su una panchina catalana, quella del Céret e dal 2011 al 2013 su quella dell'ES Catalane.

## Palmarès

### Allenatore
- Campionati italiani: 1
Treviso: 2000-01